# Nanjangud
Nanjangud là một thị xã của huyện Mysore thuộc bang Karnataka, Ấn Độ.

## Địa lý
Nanjangud có vị trí 12°07′B 76°41′Đ / 12,12°B 76,68°Đ Nó có độ cao trung bình là 657 mét (2155 feet).

## Nhân khẩu
Theo điều tra dân số năm 2001 của Ấn Độ, Nanjangud có dân số 48.220 người. Phái nam chiếm 51% tổng số dân và phái nữ chiếm 49%. Nanjangud có tỷ lệ 68% biết đọc biết viết, cao hơn tỷ lệ trung bình toàn quốc là 59,5%: tỷ lệ cho phái nam là 74%, và tỷ lệ cho phái nữ là 63%. Tại Nanjangud, 11% dân số nhỏ hơn 6 tuổi.